# Torre Olla
La torre Olla es troba en un despoblat del mateix nom, a la serra Calderona, en una zona pertanyent al municipi de Marines, a la comarca del Camp de Túria, al País Valencià. Es troba a uns cinc quilòmetres al nord del barranc de Carraixet, prop de Marines Vell. Actualment, tot el poblat està en un estat ruïnós i està declarat Bé d'Interés Cultural amb anotació ministerial número RI-51-0010667, i data d'anotació 18 de juliol del 2001.
La torre, a més de protegir el poblat, servia de connexió amb el castell del Real, el qual, juntament amb els castells de Xelva i Morvedre, defensaven el nord de la zona de València dels possibles atacs dels cristians.

## Història
Jaume I d'Aragó fa una primera donació d'aquest lloc al setembre del 1238 a Pedro Sánchez de Maraymón (encara que l'alqueria va ser aixecada amb posterioritat a la conquesta cristiana del 1238), els descendents el venen el 1359 a Mateu Mercer, almirall de la flota aragonesa. Més tard, al juny del 1368, la cort de Governació de València autoritza la venda a favor d'Antoni de Vilaragut. L'any 1649, el comtat d'Olocau passa als Fenollet, per matrimoni de Na Margarita de Vilaragut i Sanz, filla del comte d'Olocau, amb Diego de Fenollet i Albiñana.
Com a conseqüència de l'expulsió dels moriscos, aquest llogaret anà perdent població, malgrat la qual cosa, va ser habitat fins que es va abandonar definitivament al segle xix, i arribà a tindre sis cases habitades amb uns 17 habitants l'any 1797.

## Descripció
L'anomenat poblat d'Olla, del qual la torre forma part, va ser una antiga alqueria islàmica, de la qual encara queden restes del que va ser un sistema de rec. La torre és de planta quadrada, el seu accés està a uns metres de la base, a nivell de la segona planta de l'edifici annex, des del qual es pot passar, i aquesta és l'única entrada a la torrassa. Es va construir amb maçoneria de pedra de gres roig i argamassa. La torre té dues plantes i les cobertes inclinades de teula moruna. La part baixa s'utilitzava per a resguard d'animals i l'alta per a habitatge. Amb el pas del temps, es va ampliar en construir-se en els seus voltants corrals de bestiar, així com diferents habitatges, la qual cosa va donar lloc al fet que l'assentament arribés a tenir sis cases habitades amb uns 17 habitants l'any 1797.